# John Rutter
John Milford Rutter CBE (London, 1945. szeptember 24. –) angol zeneszerző, karmester és zeneműkiadó, 1988 óta az Egyházi Zenészek Céhének tagja, 1980 óta a princetoni Westminster Choir College tiszteletbeli tagja. 2007-ben megkapta a Brit Birodalom Érdemrendjének parancsnoki fokozatát (Commander of the British Empire).

## Életútja
Tanulmányait Londonban a Highgate Schoolban kezdte, majd a cambridge-i Clare College-ben zenét tanult. Itt írta első publikált műveit és készítette el első hangfelvételét karmesterként. Számos kórusműveket tartalmazó gyűjtemény szerkesztője, köztük a Sir David Willcocks-szal szerkesztett Carols for Choirs négy kötetéé is. 1974-ben Omahában már maga vezényelte Gloria című művét. 1975 és 1979 között iskolája zenei igazgatója volt. Állását feladta, hogy több időt szentelhessen a zeneszerzésnek. 1981-ben létrehozta a Cambridge Singers kamarakórust, amelynek legfőbb feladata a hangfelvételek elkészítése. 1984-ben saját kiadót is alapított Collegium Records néven, így saját és mások kórusműveit hatékonyabban adhatta közre, ami nagy visszhangot váltott ki. 1996-ban Canterbury érseke tiszteletbeli doktori címmel jutalmazta egyházzenei tevékenységét. 2002-ben a II. Erzsébet uralkodásának 50. évfordulójára megzenésített 150. zsoltár a Szent Pál katedrálisban tartott hálaadó szertartás egyik fénypontja volt. 2003-ban maga vezényelte a New York-i Carnegie Hallban Mass of the Children című, zenekarra, szólistákra és több kórusra írt művének ősbemutatóját. Tevékenységét 2007-ben a Brit Birodalom Érdemrendjének parancsnoki fokozatával ismerték el.
Idejét ma is megosztja a zeneszerzés és az előadások között, vendégkarmesterként Európa és Észak-Amerika számos koncerttermében és fesztiválján vezényelt, ezen kívül gyakran tart előadásokat egyetemeken is.

## Művei
- Gloria (1974)
- Requiem (1985)[2]
- Magnificat (1990)
- Psalmfest (1993)
- Psalm 150 (2002)
- Mass of the Children (2003)

## Hanganyagok és kották

### Saját készítésű lemezek
- Requiem (Collegium Records, 1998)
- Mass of the Children (Naxos, 2003)
- A Song in Season (Collegium Records, 2010)

### Mások által rögzített művei
- Polyphony: Gloria and other Sacred Music (Hyperion)
- Polyphony: Requiem and other Sacred Music (Hyperion)
- Choir of King's College: Requiem
- Nordic Chamber Choir: John Rutter (rövid kórusművek)
- Polyphony: John Rutter - Music for Christmas
- Birminghami Szimfonikus Zenekar és King's College Choir: Gloria, Magnificat, Psalm 150 (EMI)[3]

### Saját művei
- Birthday Madrigals
- Fancies
- Five Childhood Lyrics
- Five traditional songs
- The Sprig of Thyme
- Carols
- When Icicles Hang

### Szerkesztőként
- Carols for Choirs (4 kötet Sir David Willcocks-szal)
- Oxford Choral Classics (2 kötet)
- Opera Choruses (1995)
- European Sacred Music (1996)